# Minotaurasaurus
Minotaurasaurus is een geslacht van plantenetende thyreofore dinosauriërs behorend tot de groep van de Ankylosauria, dat tijdens het Krijt leefde in Azië. De typesoort is Minotaurasaurus ramachandrani.

## Vondst en naamgeving
In 2003 verwierf de Indiase neuroloog Vilayanur Ramachandran op de Tucson Gem, Mineral and Fossil Showcase na de belofte van Clifford Miles dat hij de vermoedelijk onbekende soort naar hem zou vernoemen, van de in Japan werkzame handelaar Hollis Butts voor $ 10.000 de daar tentoongestelde schedel van een ankylosaurische dinosauriër. De herkomst van het fossiel is volgens de beschrijvers niet exact bekend, maar vermoedelijk de Gobi van Mongolië of Binnen-Mongolië. Ramachandran, die veel in de VS werkzaam is, stelde de schedel tentoon in het Victor Valley Museum in Californië.
In 2009 werd het door twee medewerkers van de Western Paleontological Laboratories in Utah, deel van het North American Museum of Ancient Life, Clifford Miles en Clark Miles, als een nieuw geslacht en soort benoemd en beschreven. De geslachtsnaam verwijst naar de Minotaurus; waarom niet de normaal afgeleide vorm "Minotaurosaurus" is gekozen, is onduidelijk. De soortaanduiding eert zoals beloofd Ramachandran. Na de publicatie was er veel kritiek uit de kring van professionele paleontologen op de door hun als onethisch beschouwde praktijk om fossielen te benoemen die vermoedelijk illegaal opgegraven en het land uitgesmokkeld zijn — ook al is het in dit geval onduidelijk welk land het eigenlijk betreft. Om die reden was in 2006 een eerder verzoek het benoemende artikel te publiceren door een Pools wetenschappelijk tijdschrift afgewezen.
Het fossiel, holotype INBR21004, bestaat uit een vrijwel volledige schedel, inclusief de onderkaken en het praedentarium. De ouderdom kan door het ontbreken van de vondstgegevens niet exact vastgesteld worden maar wordt heel ruwweg geschat op 75 miljoen jaar, ergens tijdens het Campanien. Het fossiel is mede onderzocht via een CT-scan.
In 2014 en 2015 stelde Victoria Megan Arbour dat Minotaurasaurus een jonger synoniem was van Tarchia kielanae. In 2017 echter stelde Paul Penkalsli dat het toch een geldig taxon was. Verder wees hij specimen MAE 98 179, een schedel met draaier en eerste halsberg, aan de soort toe.

## Beschrijving
Minotaurasaurus was een gepantserde planteneter met een geschatte lengte van 4,2 meter.

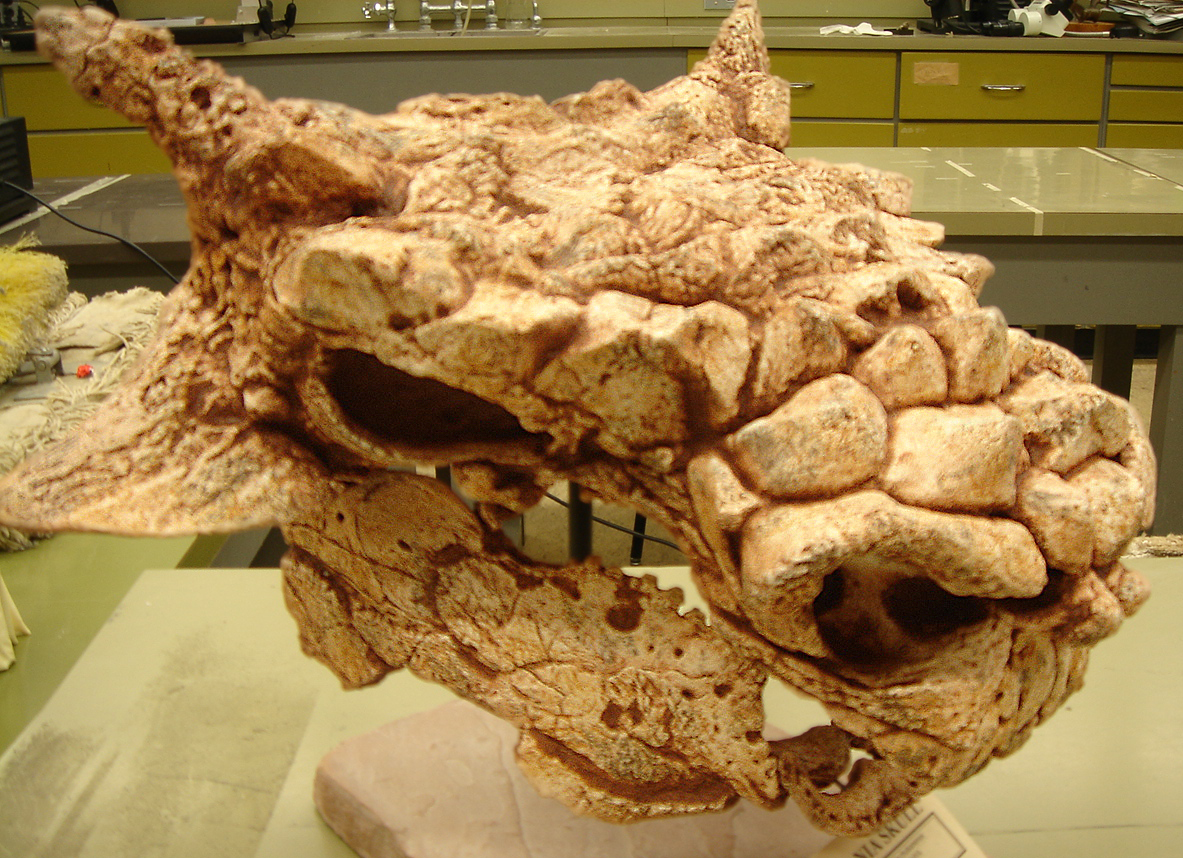
De schedel

Minotaurasaurus toont een combinatie van eigenschappen die al bekend waren van Pinacosaurus, Saichania en Tarchia, maar wordt door de beschrijvers geoordeeld niet identiek te zijn aan een van deze vormen. Ook meer basale kenmerken zijn aanwezig, vooral in de hersenpan.
Penkalski gaf in 2017 een uitgebreide lijst van kenmerken waarin Minotaurasaurus zich van Tarchia kielanae en Tarchia teresae onderscheidt. Het achterhoofd is fijn van bouw en laag waarbij de processus paroccipitales zijdelings niet de squamosale hoorns bereiken. Het achterhoofd is niet vergroeid met het schedeldak. Een foramen basioccipitale lijkt te ontbreken. De squamosale hoorns zijn sterk geornamenteerd, plat en cilindervormig. De pantserplaatjes op de achterrand van het schedeldak steken niet uit en zijn schuin naar achteren en bezijden gericht. De supraorbitale osteodermen tonen twee duidelijke punten. De plaatjes op de voorhoofdsbeenderen hebben geen rechthoekig patroon maar lopen over de neusbeenderen uit in overdwars langwerpige richelvormige osteodermen. De schedel is vóór de oogkassen ingesnoerd. Er bevinden zich twee paar osteodermen op de middenlijn van de neusbeenderen in plaats van één enkele osteoderm. Ondanks de mindere absolute grootte is de schedel relatief breder. Het hoofdlichaam van het pterygoïde loopt horizontaler — overigens meer dan bij iedere andere ankylosauride dus dit is een duidelijke autapomorfie. De grote osteoderm op de onderkaak reikt tot aan de voorkant van de tandrij. Een groter gedeelte van het achterhoofd is zichtbaar in bovenaanzicht. De achterhoofdsknobbel steekt in onderaanzicht minder naar onderen uit. De schedel is in zijn interne proporties lager en breder.
De schedel heeft een lengte van dertig centimeter en is erg compleet. Het exemplaar was nog niet volgroeid. De schedelornamentaties, die de beschrijvers niet zien als huidverbeningen, die karakteristiek zijn voor de ankylosauriërs, zijn zeer sterk geprononceerd; de geslachtsnaam is gekozen vanwege de hoorns op de achterkant van de schedel; grote uitsteeksels waren ook aanwezig op de jukbeenderen.

## Fylogenie
Men concludeerde in 2009 dat Minotaurasaurus een lid was van de Ankylosauridae in een iets meer afgeleide positie dan Cedarpelta. Een kladistische analyse werd echter niet uitgevoerd.
In 2017 voerde Penkalski een eenvoudige analyse uit die de volgende stamboom opleverde.
|  | Saichania                                                            |
|  |                                                                      |
|  | \| \| Tarchia kielanae \| \| \| \| \| \| Tarchia teresae \| \| \| \| |
|  |                                                                      |
|  | Tarchia kielanae                                                     |
|  |                                                                      |
|  | Tarchia teresae                                                      |
|  |                                                                      |

|  | Tarchia kielanae |
|  |                  |
|  | Tarchia teresae  |
|  |                  |

|  | Saichania                                                            |
|  |                                                                      |
|  | \| \| Tarchia kielanae \| \| \| \| \| \| Tarchia teresae \| \| \| \| |
|  |                                                                      |
|  | Tarchia kielanae                                                     |
|  |                                                                      |
|  | Tarchia teresae                                                      |
|  |                                                                      |

|  | Tarchia kielanae |
|  |                  |
|  | Tarchia teresae  |
|  |                  |

|  | Saichania                                                            |
|  |                                                                      |
|  | \| \| Tarchia kielanae \| \| \| \| \| \| Tarchia teresae \| \| \| \| |
|  |                                                                      |
|  | Tarchia kielanae                                                     |
|  |                                                                      |
|  | Tarchia teresae                                                      |
|  |                                                                      |

|  | Tarchia kielanae |
|  |                  |
|  | Tarchia teresae  |
|  |                  |

|  | Saichania                                                            |
|  |                                                                      |
|  | \| \| Tarchia kielanae \| \| \| \| \| \| Tarchia teresae \| \| \| \| |
|  |                                                                      |
|  | Tarchia kielanae                                                     |
|  |                                                                      |
|  | Tarchia teresae                                                      |
|  |                                                                      |

|  | Tarchia kielanae |
|  |                  |
|  | Tarchia teresae  |
|  |                  |